# Gottfried Renn

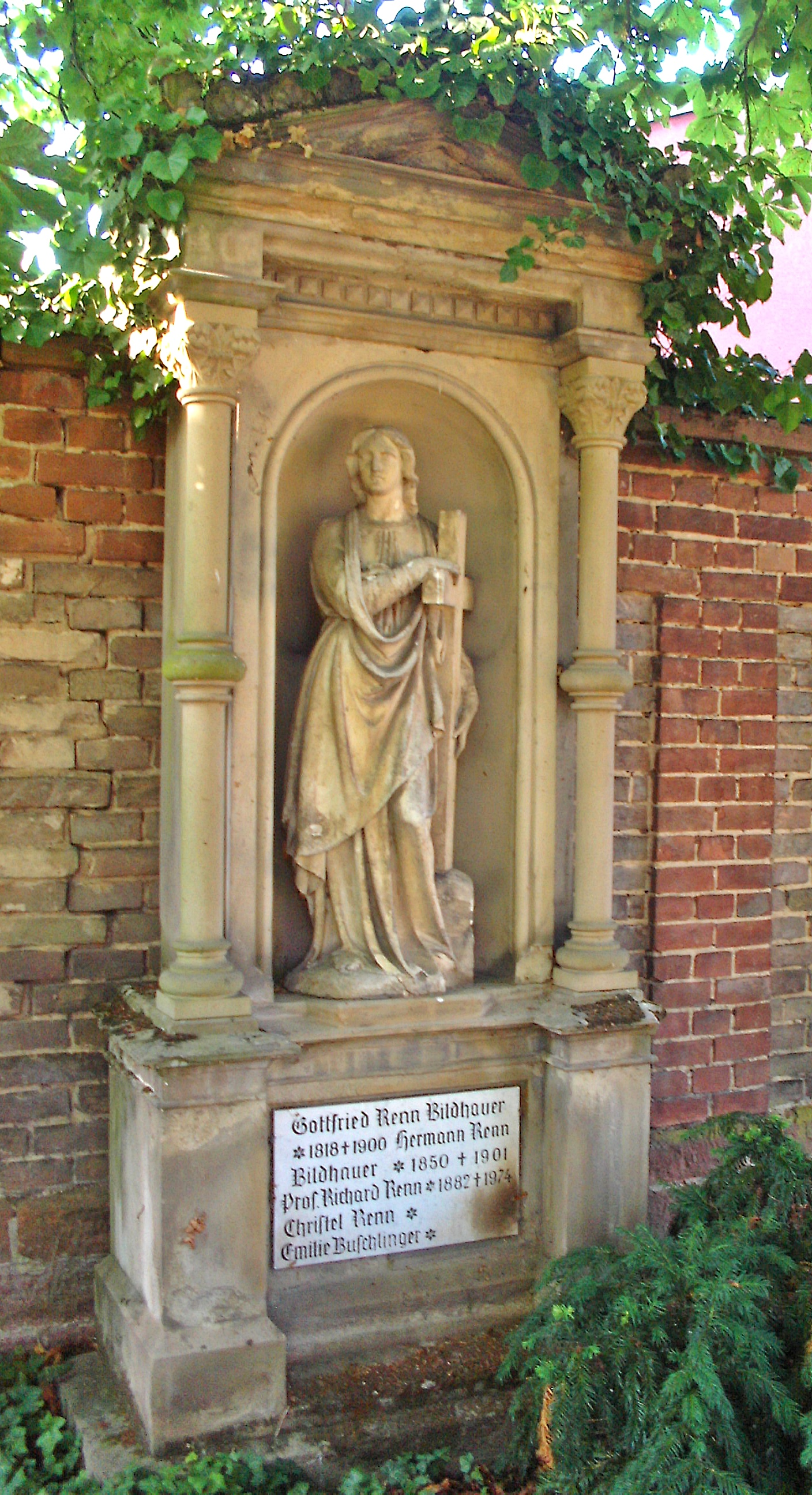
Grabstätte des Künstlers, Hauptfriedhof Speyer

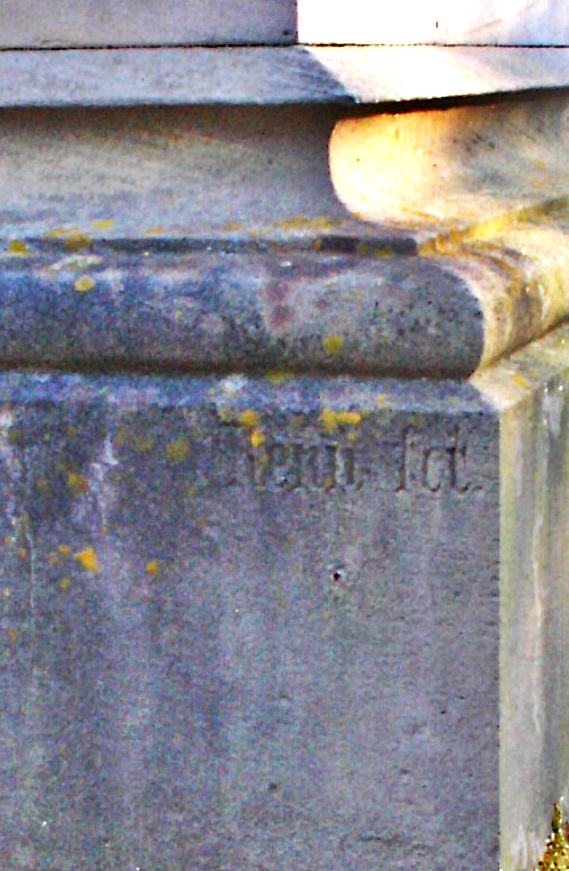
Werksignatur „Renn fct.“ (Renn fecit), am Friedhofskreuz des Hauptfriedhofs Speyer

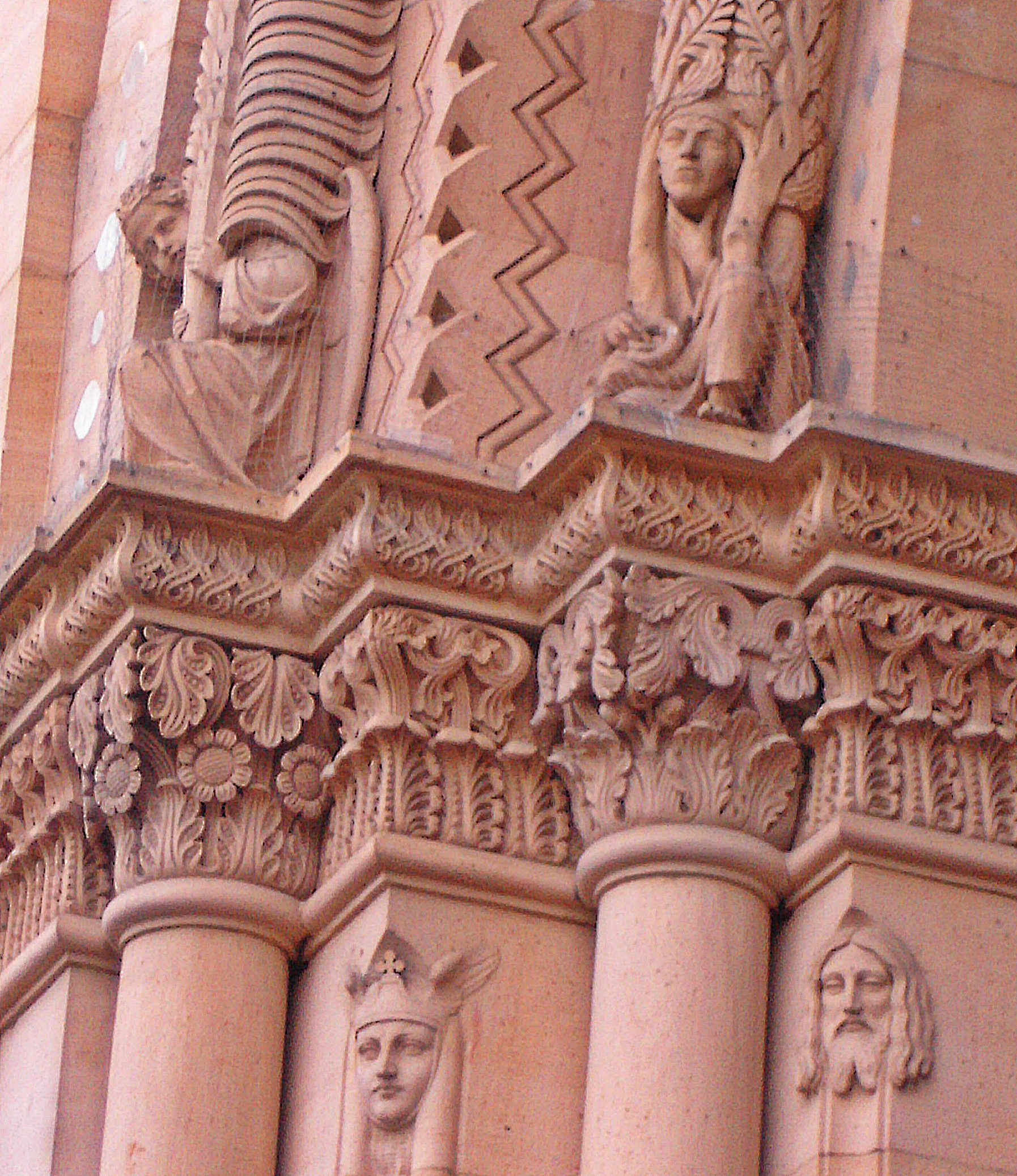
Speyerer Dom, Westwerk, Figuren- und Ornamentschmuck von Gottfried Renn, darunter die Trägerfigur eines Speyerer Brezelverkäufers (rechts oben)

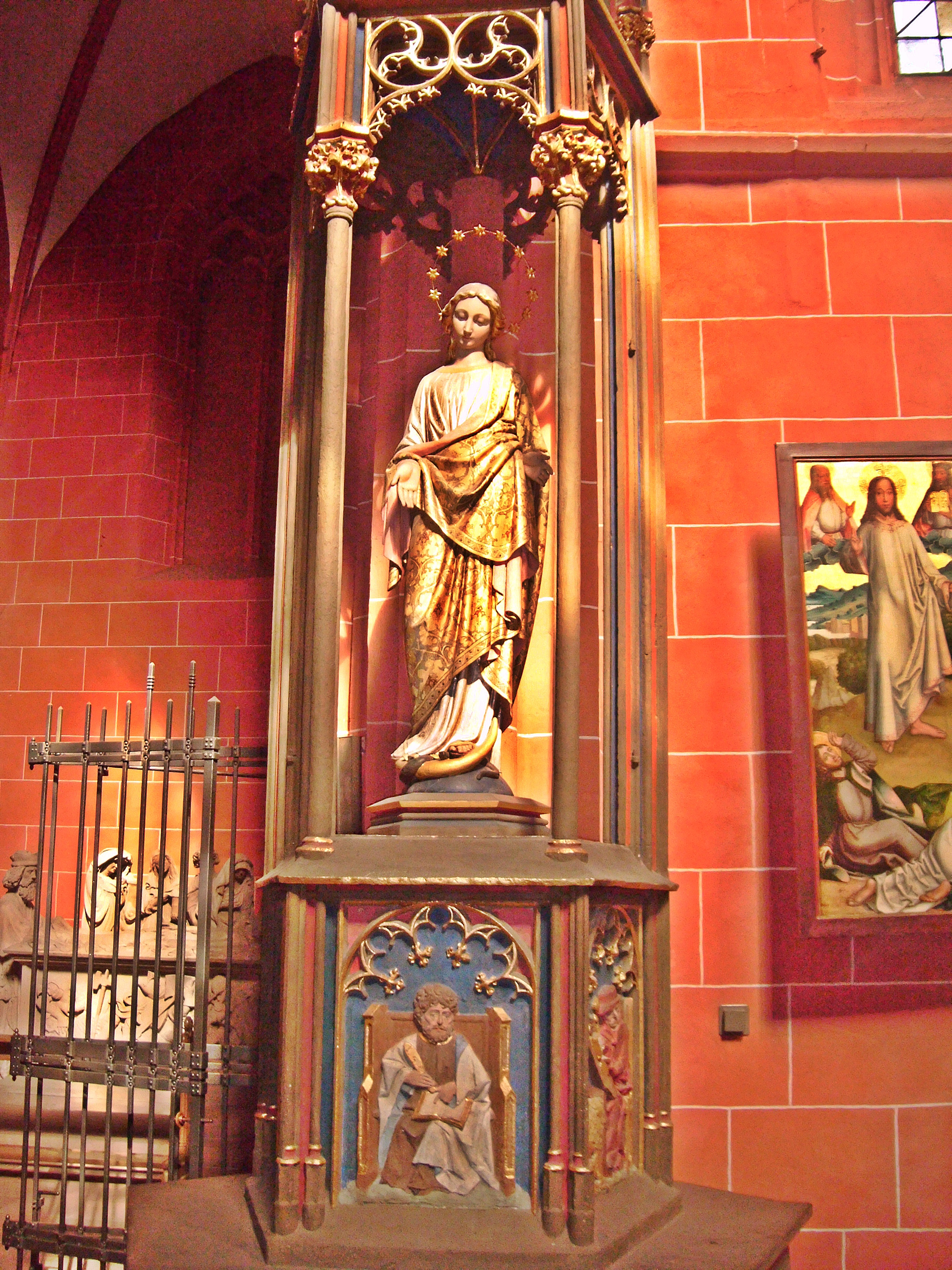
Immaculata im Dom zu Frankfurt, 1856

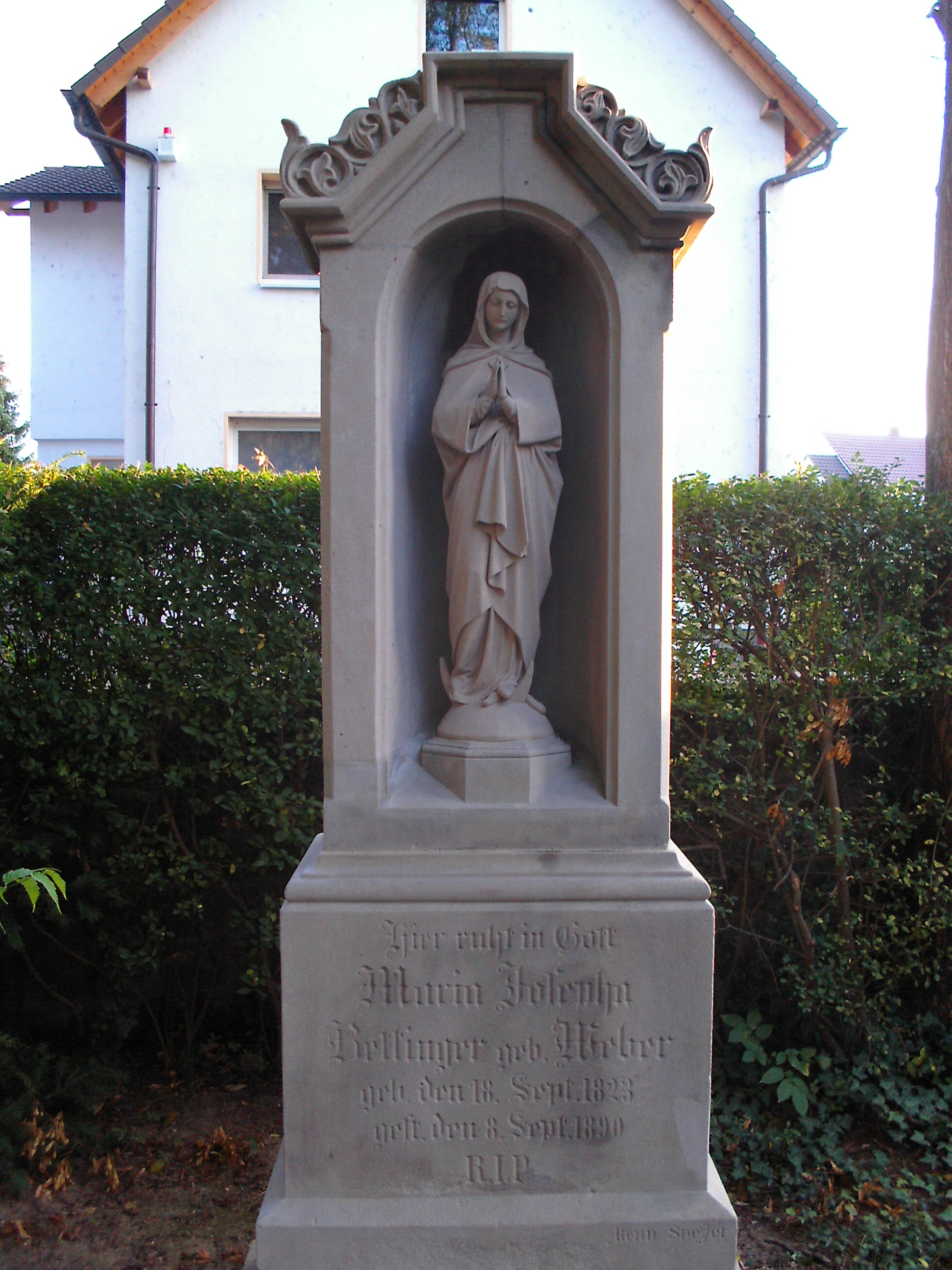
Signiertes Grabmal der Mutter von Kardinal Franziskus von Bettinger, Bobenheim-Roxheim, mit verkleinerter Ausführung seiner Immaculata auf der Mariensäule Trier

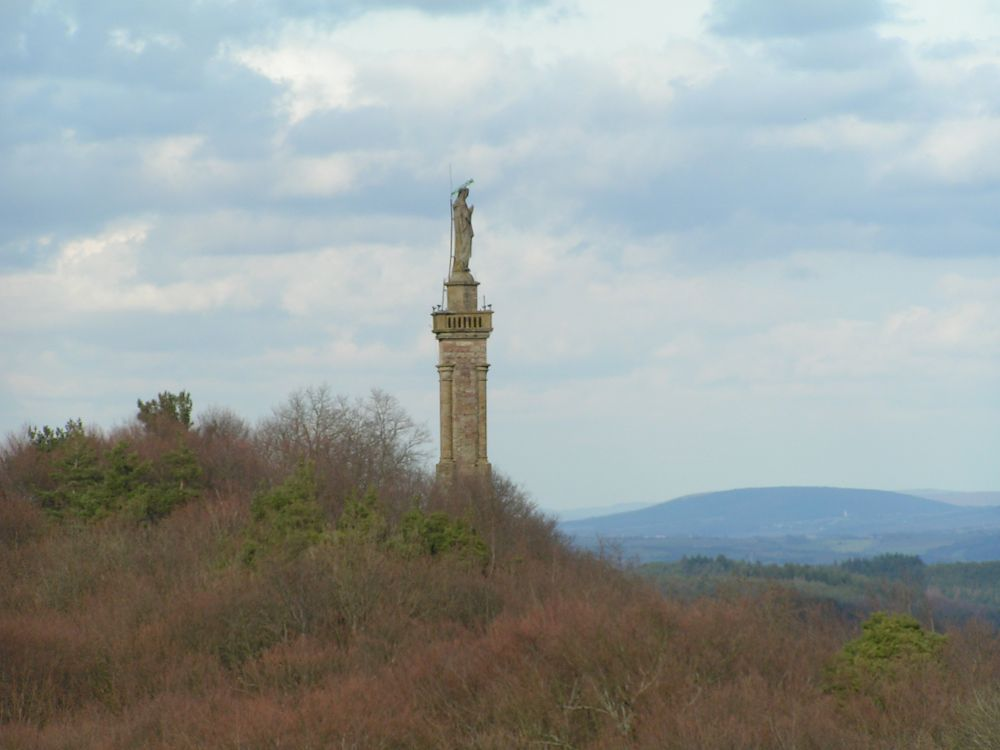
Trierer Mariensäule von Südsüdwesten

Gottfried Renn (* 15. Oktober 1818 in Imst; † 3. Oktober 1900 in Speyer) war ein aus Österreich stammender Bildhauer, der vor allem in Deutschland arbeitete.

## Leben
Renn wurde in Imst in Tirol als Sohn des Bildhauers Franz Xaver Renn (1784–1875) geboren. Bereits der Urgroßvater Josef Anton Renn (1715–1790) und der Großvater Josef Chrysogonus Renn (1750–1806) hatten den gleichen Beruf.
Der Vater – Schüler von Johann Martin Fischer in Wien – war ein bekannter Holzbildhauer und formte eine eigene Bildhauerschule, aus der u. a. Joseph Knabl (1819–1881) und Josef Beyrer (1839–1924) hervorgingen. Auch Gottfried Renn erlernte dort die Holzbildhauerei- bzw. -schnitzerei und schrieb sich ab 25. November 1836 an der Kunstakademie in München ein. Dort erlernte er die Steinbildhauerei und war Schüler von Ludwig Schwanthaler. Die dort tätigen Maler Joseph Schwarzmann und Johann Schraudolph empfahlen ihn an den Bischof Nikolaus von Weis für die Restaurierung des Doms in Speyer. Hier ließ er sich dauerhaft nieder.
Renn lebte in Speyer bis zu seinem Tode im Jahr 1900. Sein Grab ist auf dem Hauptfriedhof Speyer erhalten (2016). 1961 wurde ihm zu Ehren der Gottfried-Renn-Weg im Speyerer Süden benannt.
Seine Brüder Josef Willhelm (1820–1894) und Franz Xaver II. (1821–1842) waren gleichfalls Bildhauer. Renns Sohn Hermann Renn (1850–1901) arbeitete in Speyer in der Werkstatt des Vaters als Bildhauer mit. Nach dessen frühem Tod führte Renns Neffe, der Bildhauer Julius Renn (1825–1914) das Speyerer Geschäft fort. 1919 wurden Wohnhaus und Atelier in der Kleinen Pfaffengasse an die neugegründete Pilger-Druckerei verkauft. Die Gebäude wurden zunächst umgebaut und mussten dann 1933/34 einem Neubau weichen. Heute ist an dieser Stelle in der Kleinen Pfaffengasse das Bistumsarchiv untergebracht.

## Werke (Auswahl)
Renn startete eine erfolgreiche Karriere als Stein- und Holzbildhauer. Bekannte Werke sind:
- die Holzfiguren des (inzwischen abgerissenen) Hochaltares des Speyerer Domes. Eine Figur davon, den Hl. Philipp von Zell darstellend, befindet sich heute in der Kirche St. Philipp in Zell (Zellertal),
- die Symbole der vier Evangelisten an der Fensterrosette, Tier- und Kleinfiguren, sowie Ornamentschmuck am 1853 neu errichteten Westwerk des Speyerer Domes, darunter die Trägerfigur eines Speyerer Brezelverkäufers,[3]
- äußeres Tympanon des Hauptportals des Speyerer Doms, heute im Vorhof des Bischöflichen Bauamtes in Speyer (1853),.
- die ergänzten Figuren des mittelalterlichen Ölbergs am Speyerer Dom (1856),
- die Holzfigur der Immaculata im Dom zu Frankfurt nach einem Entwurf von Eduard von Steinle (1856),[4]
- die Marienfigur der Kölner Mariensäule nach Entwürfen von Peter Fuchs, der 1851 bis 1854 sein Schüler in Speyer war (1857/58),
- im Jahr 1857 renovierte er die beschädigte steinerne Grabplatte Rudolfs von Habsburg,[5][6]
- Hochaltar der Spitalkapelle Deidesheim (1859); dort davon erhalten eine geschnitzte Madonna mit Kind,[7]
- die Marienfigur der Trierer Mariensäule (1859/65),
- die Mariensäule in Düsseldorf, die er nach einem Entwurf von Anton Josef Reiss schuf (1873),
- Kolossalstatue des Hl. Stephan im Querschiff der Kathedrale von Metz (1874),
- das Kriegerdenkmal 1870/71 in Einselthum (1875)
- der Hochaltar, die Kanzel und die beide Nebenaltäre der katholischen Kirche Otterstadt (1891).

Auf den Speyerer Friedhöfen befinden sich noch zahlreiche Grabsteine von seiner Hand, auf dem Hauptfriedhof Speyer ist auch das neugotische Friedhofskreuz von ihm geschaffen.
Der aus über 800 Modellgipsen bestehende bildhauerische Nachlass der Bildhauerfamilie gelangte nach 1919 in das Historische Museum der Pfalz.

St. Philipp von Zell, Holzfigur vom ehem. Hochaltar des Speyerer Domes
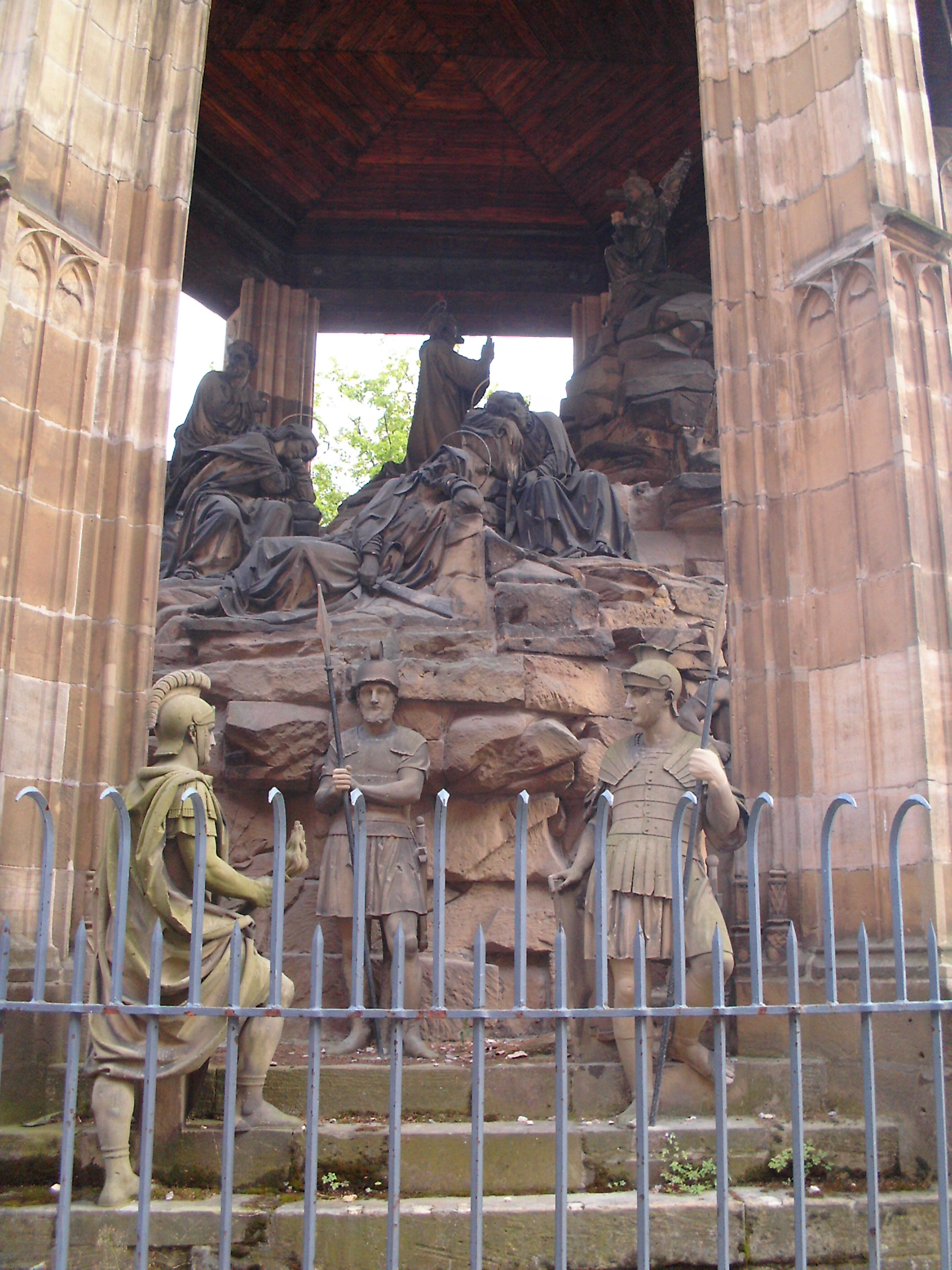
Mittelalterlicher Ölberg Speyer; im Vordergrund von Renn ergänzte Legionäre
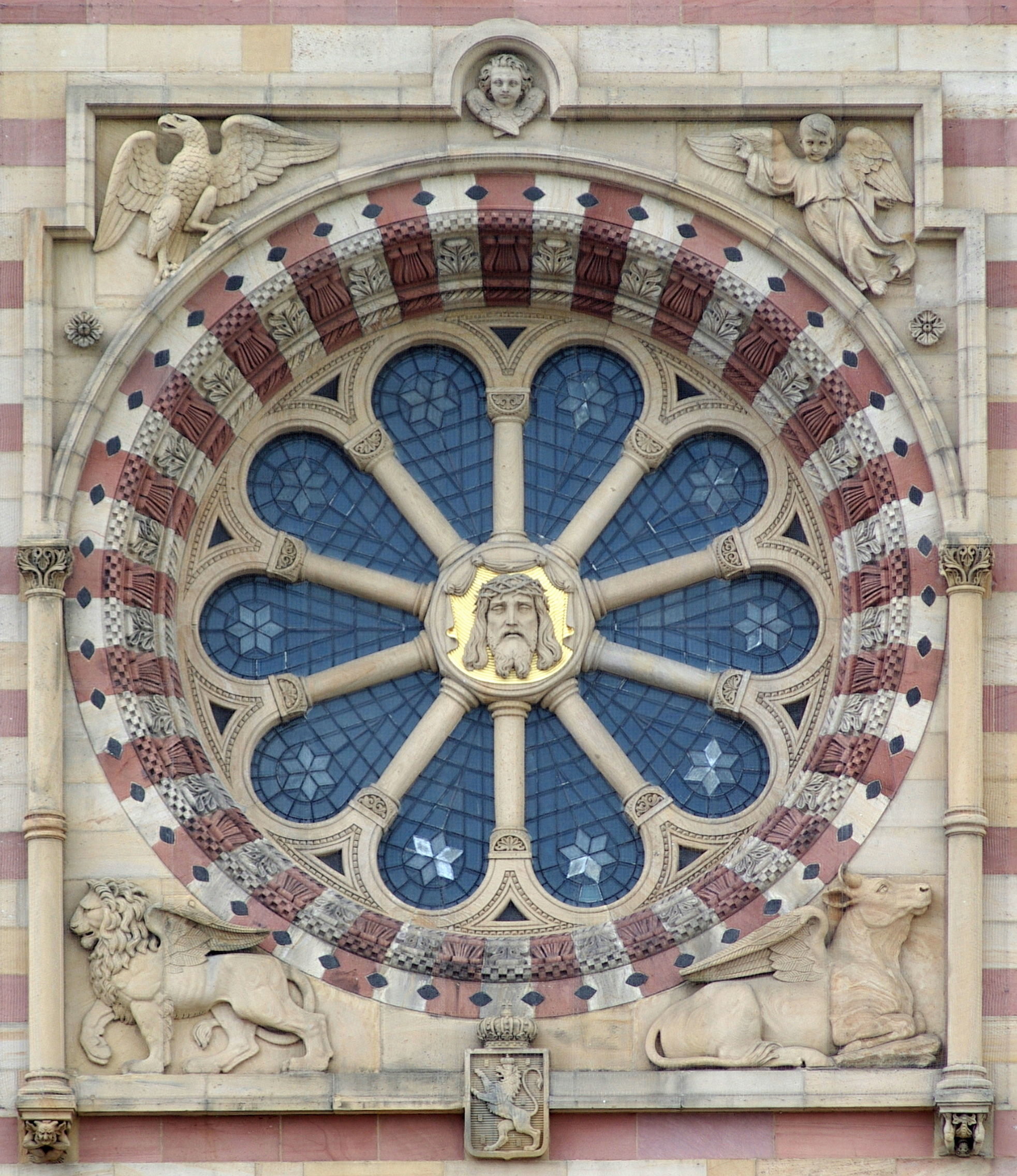
Die Rosette mit den Symbolen der Evangelisten, Speyerer Dom, Westwerk
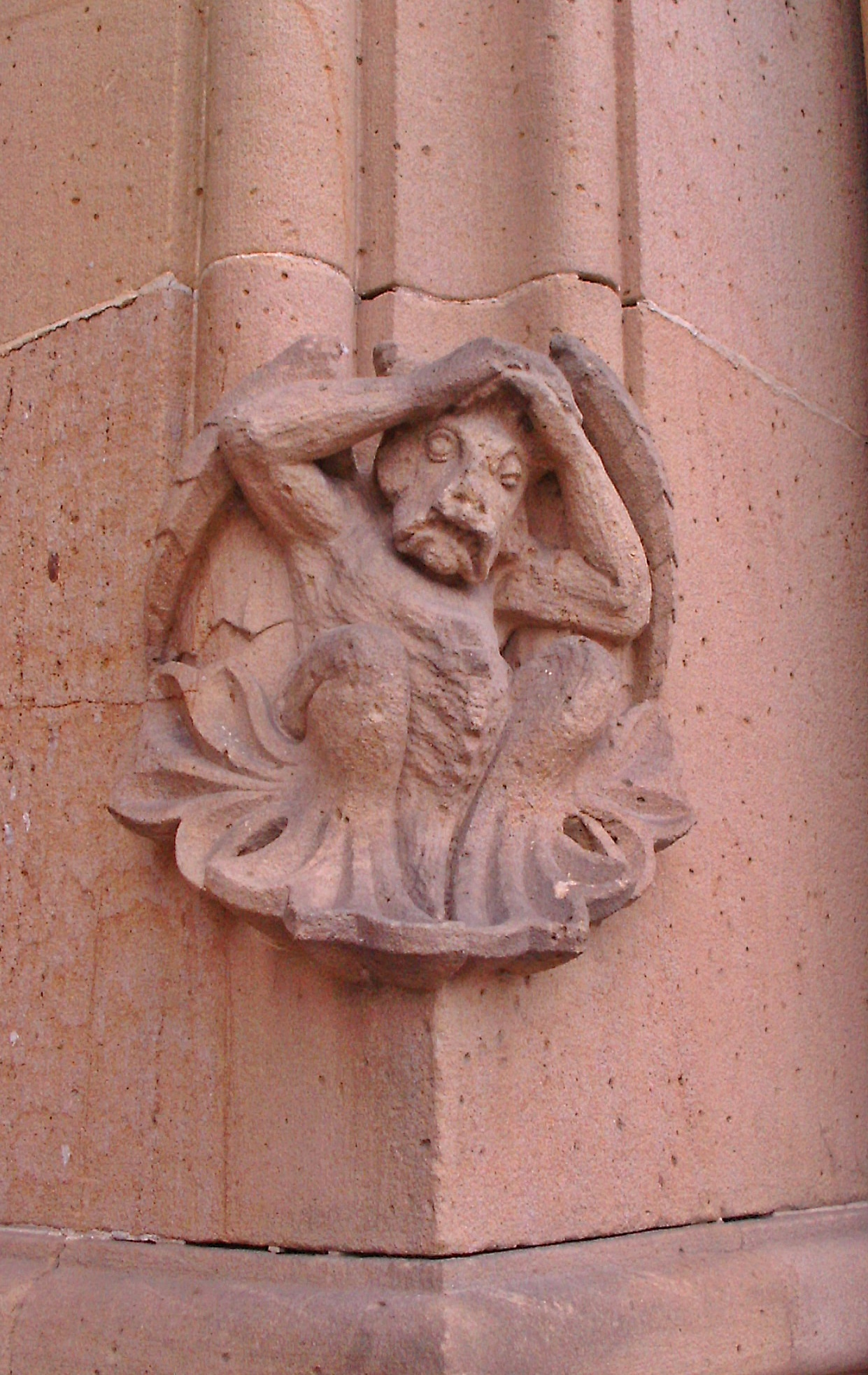
Dämonenfigur am Hauptportal des Speyerer Domes
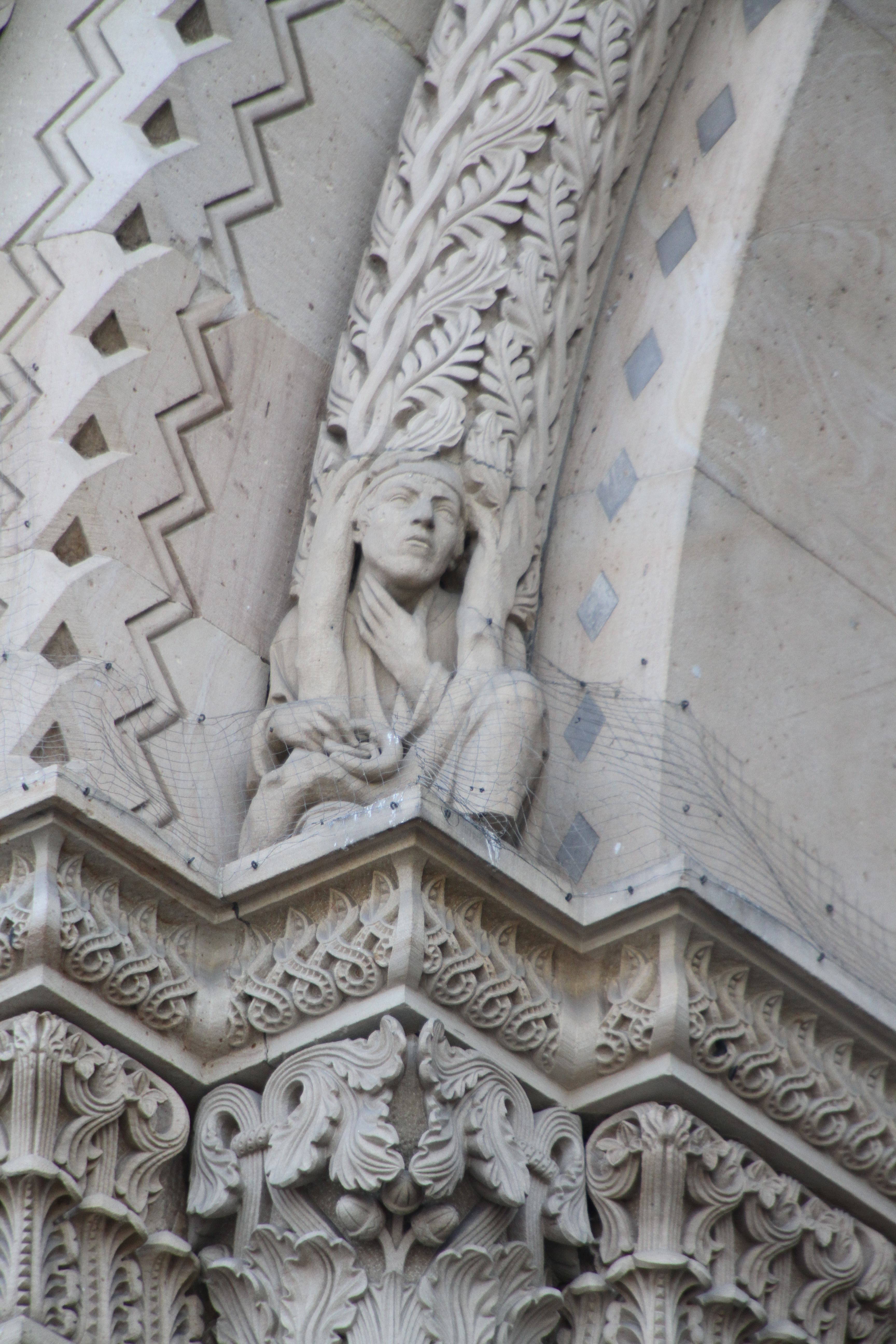
Trägerfigur (Speyerer Brezelmann) am Hauptportal des Speyerer Domes
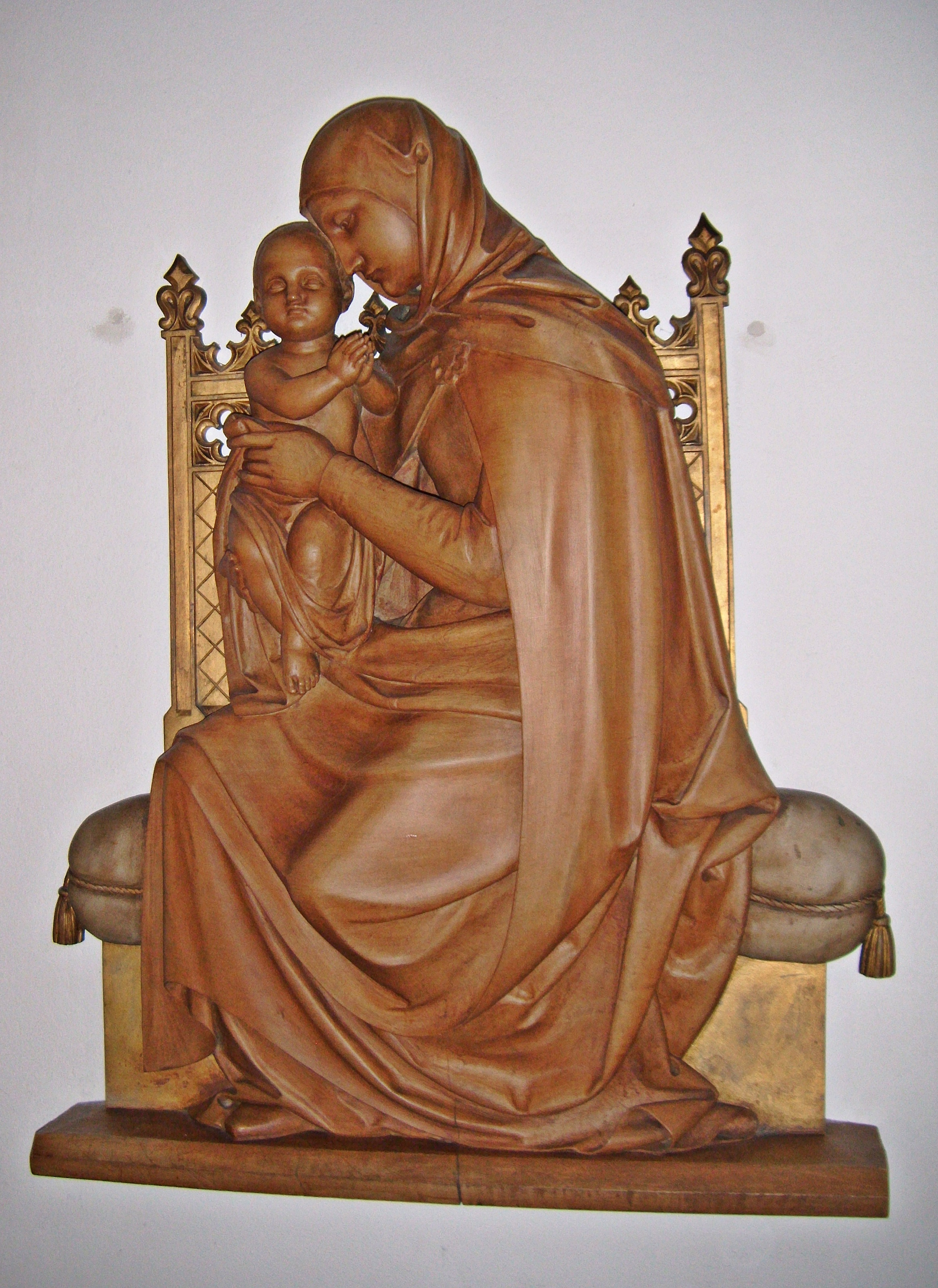
Spitalkapelle Deidesheim, Madonna mit Kind, 1859
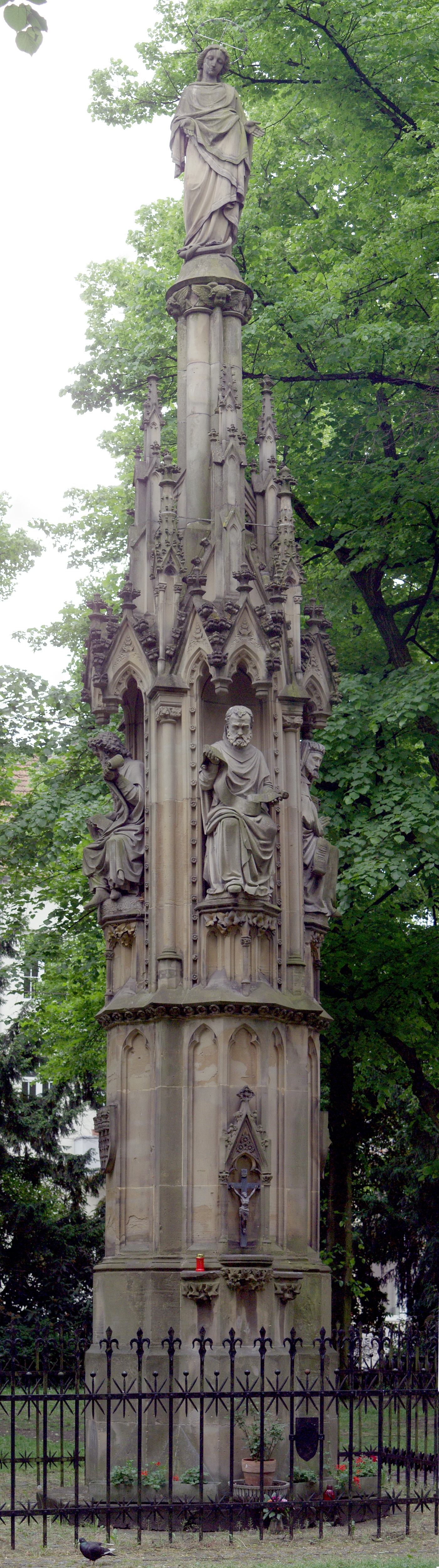
Gesamtansicht der Kölner Mariensäule
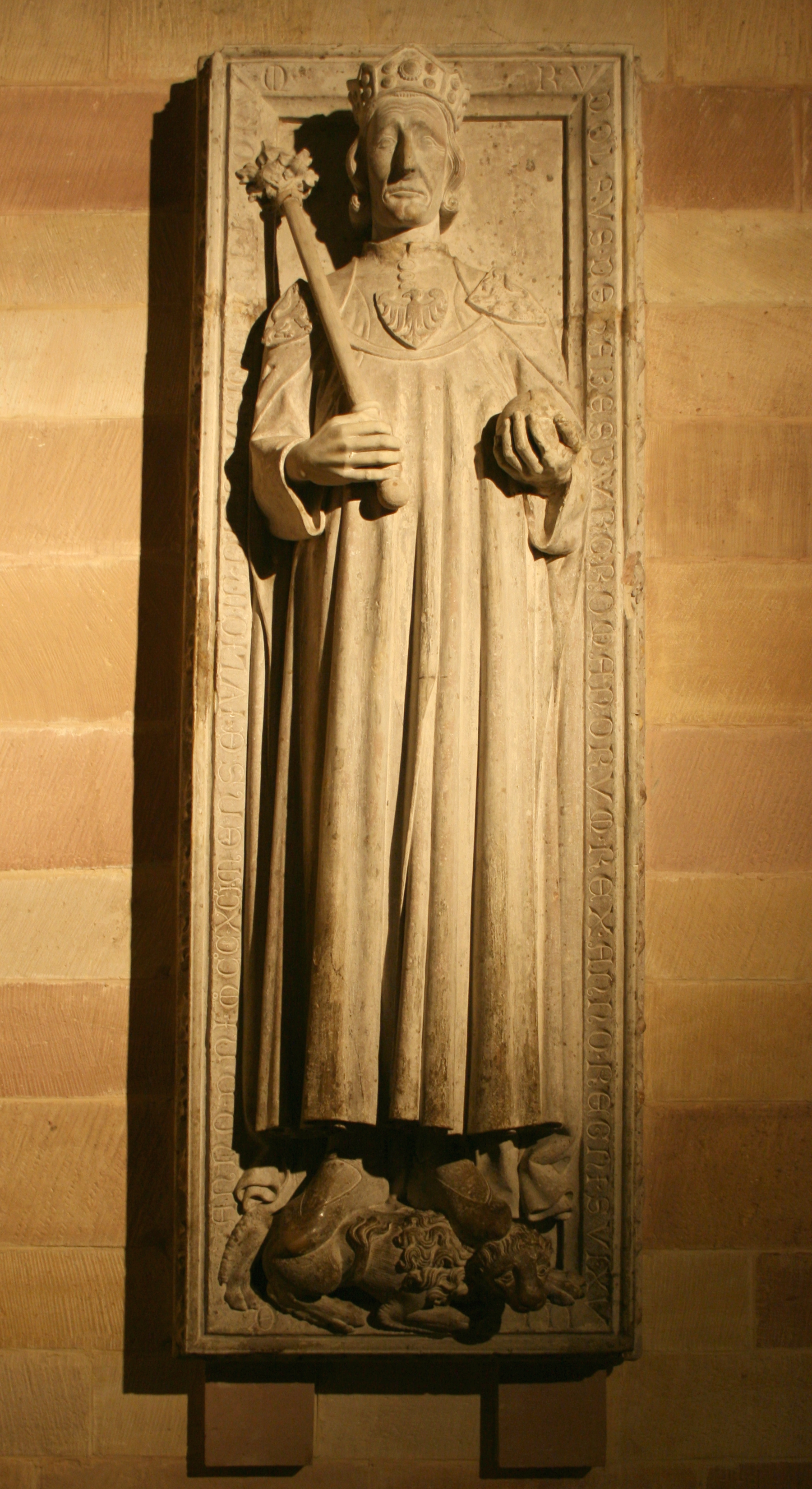
Grabplatte Rudolfs von Habsburg
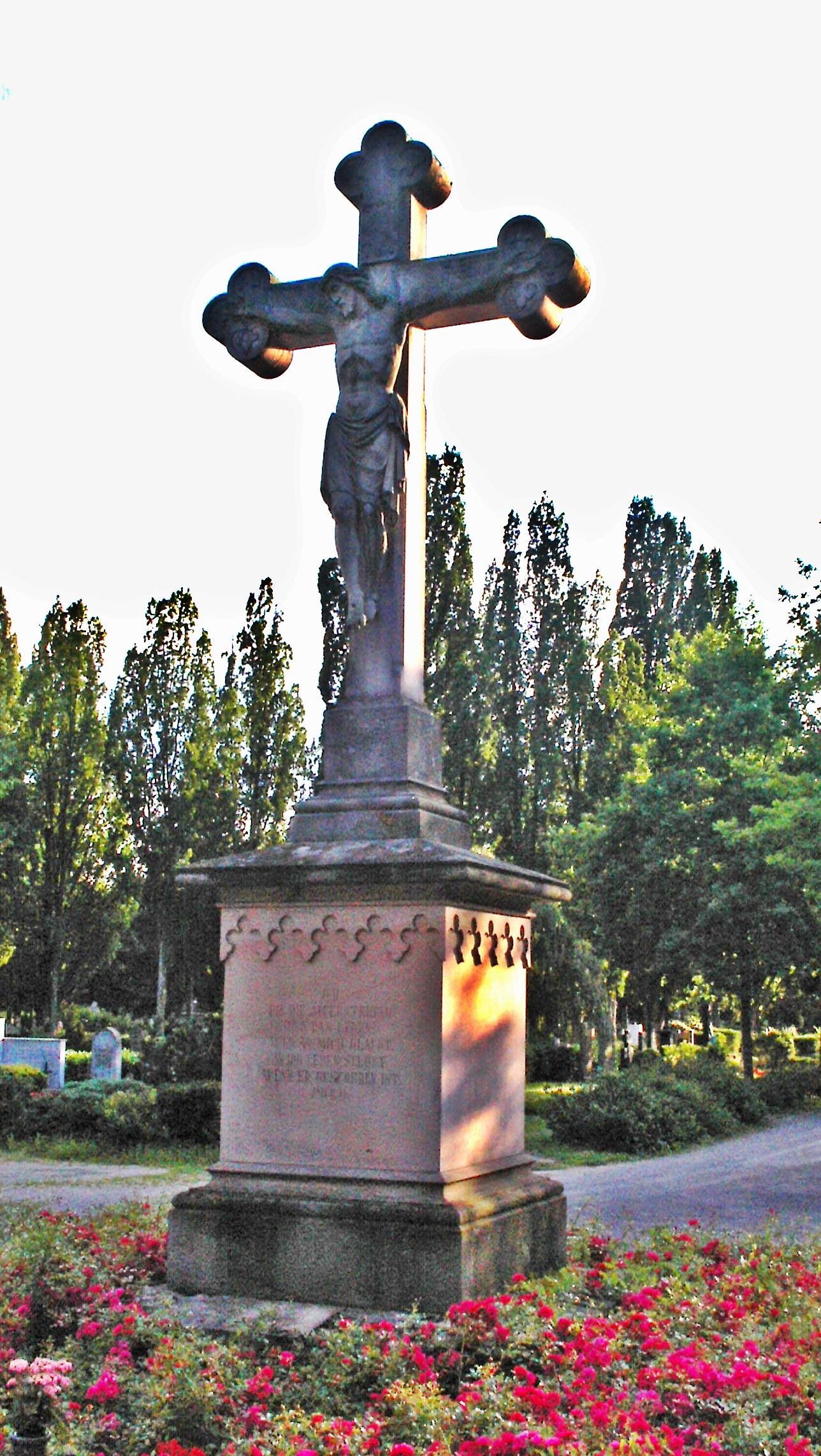
Friedhofskreuz, Hauptfriedhof Speyer
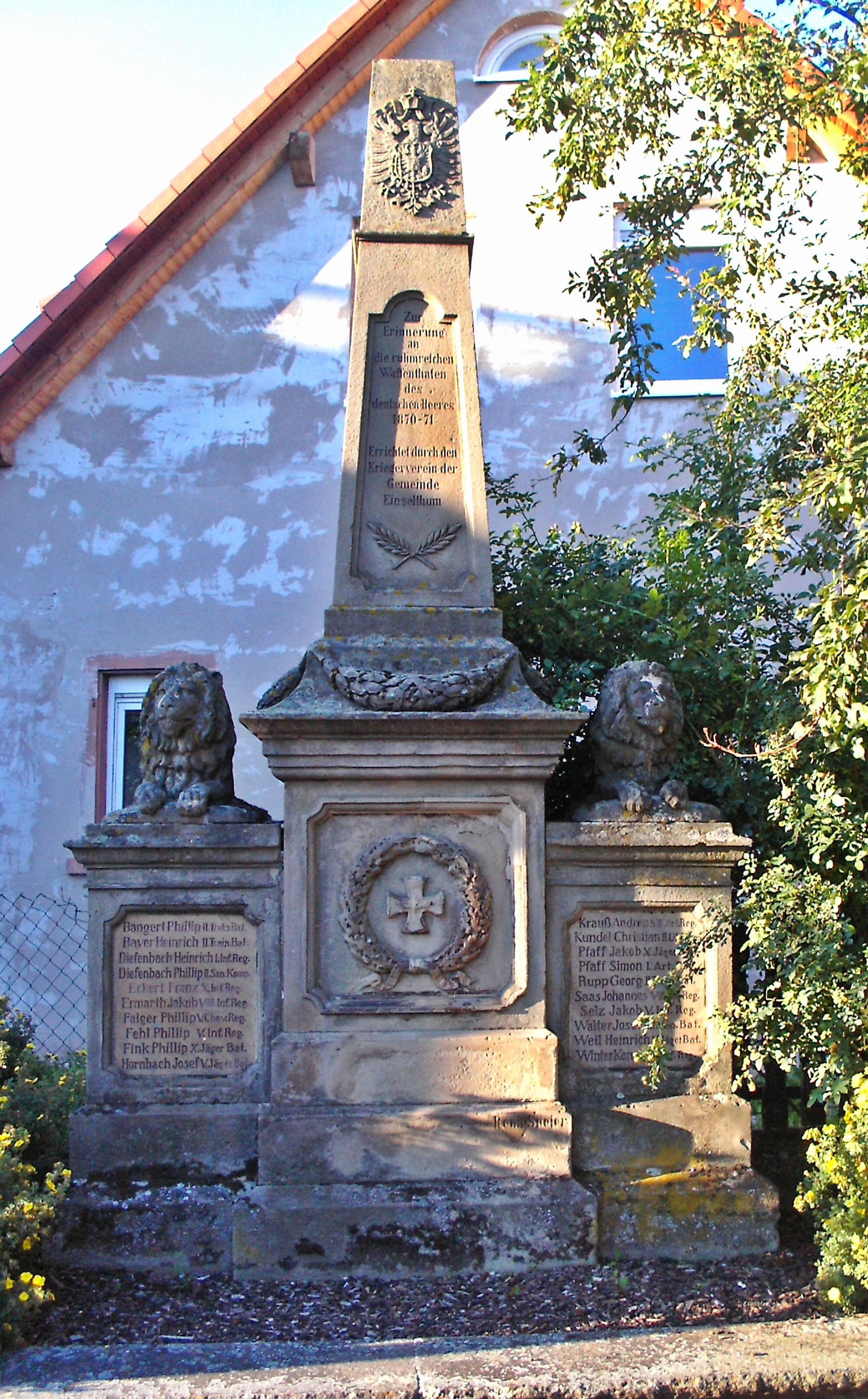
Kriegerdenkmal 1870/71, Einselthum
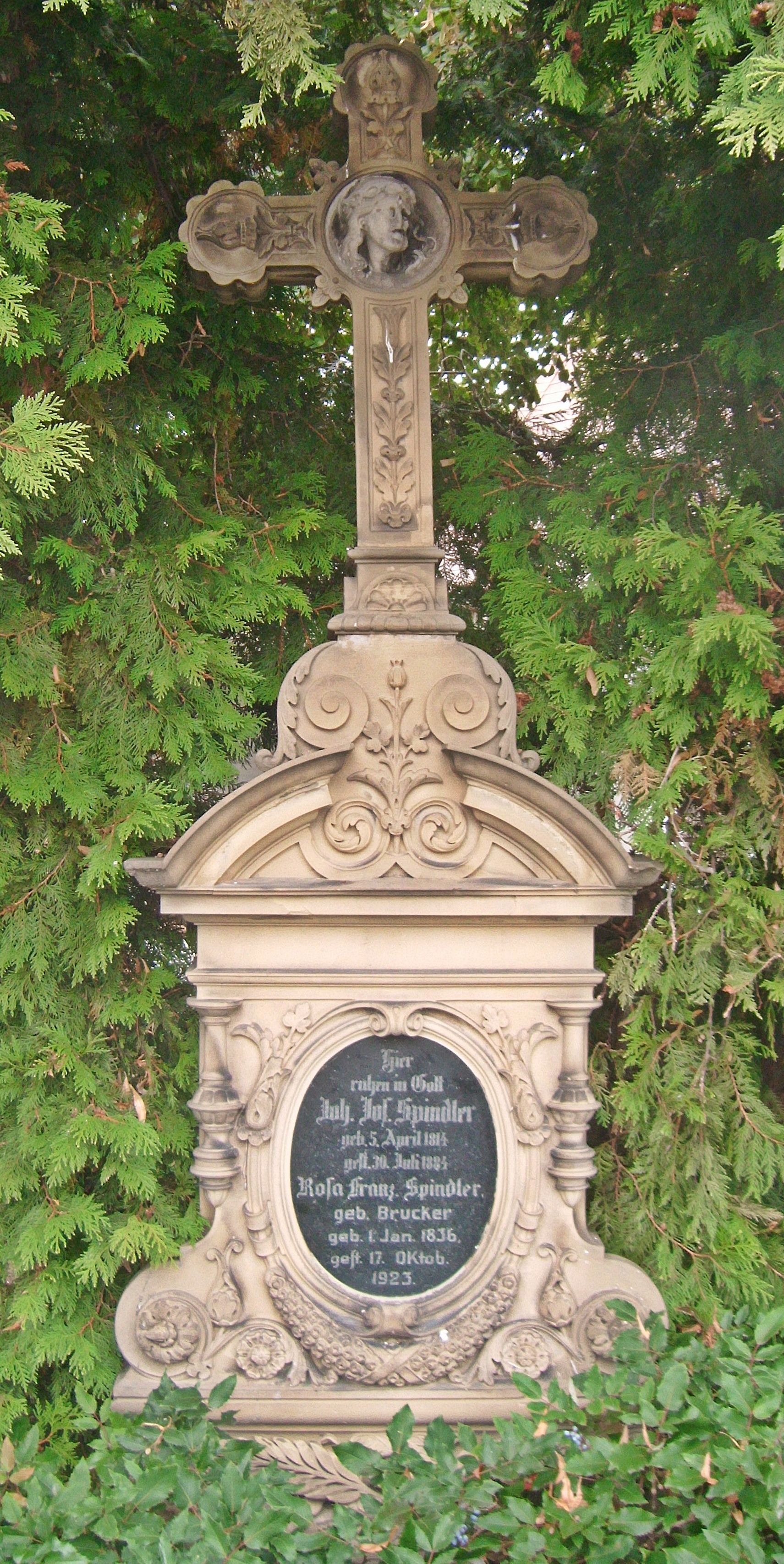
Friedhof Forst an der Weinstraße, Grabmal Fam. Spindler
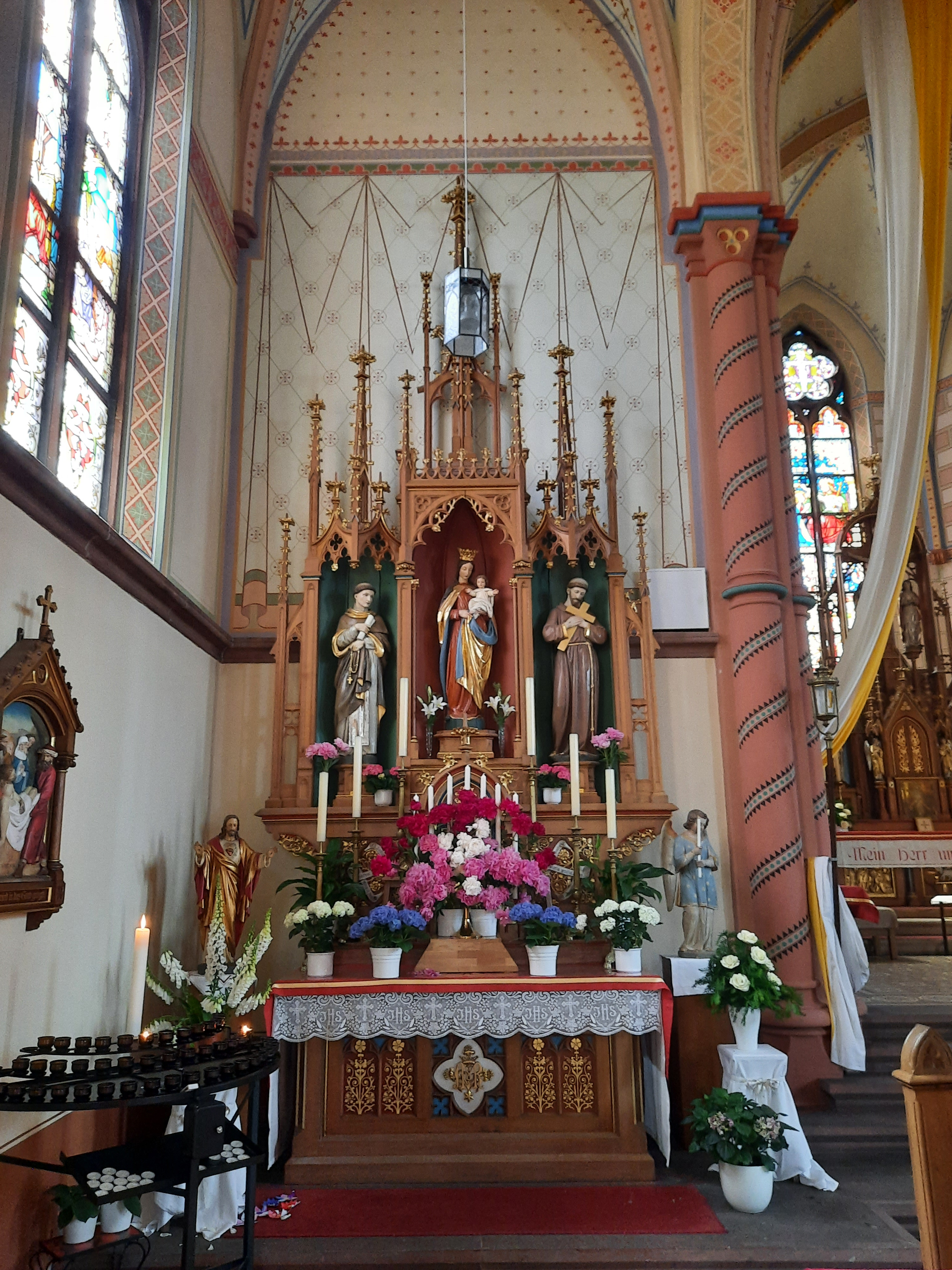
Kath. Kirche Otterstadt: Marienaltar mit hl. Dominikus (links) und hl. Franziskus (rechts), 1891